# Ebenezer Cunningham
Ebenezer Cunningham (* 7. Mai 1881 in Hackney; † 12. Februar 1977) war ein britischer Mathematiker und theoretischer Physiker.

## Leben und Werk
Cunningham studierte ab 1899 mit einem Stipendium am St. John’s College der Universität Cambridge (unter anderem bei Henry Frederick Baker und Joseph Larmor), wo er 1902 Erster in den Tripos-Prüfungen wurde (Senior Wrangler). 1904 gewann er den Smith-Preis, wurde Fellow des St. John’s College und wurde Lecturer an der University of Liverpool. Ab 1907 war er bei Karl Pearson am University College in London. 1911 ging er wieder an das St. John’s College in Cambridge, wo er 1926 bis 1946 Lecturer war.
Er befasste sich unter dem Einfluss der Lektüre von Larmor’s „Aether and Matter“ und Einsteins Arbeit von 1905 mit Relativitätstheorie. Ein Aufsatz von Cunningham von 1907 ist die früheste Erwähnung von Einsteins Arbeit zur speziellen Relativitätstheorie in England. Cunningham bewies etwa gleichzeitig mit Harry Bateman die konforme Invarianz der Maxwellgleichungen (Kugelwellentransformation). Er schrieb 1914 eines der ersten englischsprachigen Lehrbücher über Relativitätstheorie, wobei 1915 und 1921 weitere folgten.
Cunningham war seit der Zeit des Burenkrieges Pazifist und verweigerte im Ersten Weltkrieg den Wehrdienst. Er hatte auch führende Positionen innerhalb der kongregationalistischen Kirche, war Mitglied der Emmanuel Congregational Church und 1953/54 Vorsitzender der Congregational Union of England and Wales. In dieser Funktion nahm er auch an der Krönungsprozession von Elizabeth II. 1953 teil.